# Province de Picota
La province de Picota (en espagnol : Provincia de Picota) est l'une des dix  provinces de la région de San Martín, au Pérou. Son chef-lieu est la ville de Picota.

## Géographie
La province couvre une superficie de 2 171,41 km2. Elle est limitée au nord par la province de San Martín et la province de Lamas, à l'est par la région de Loreto, au sud par la province de Bellavista et à l'ouest par la province d'El Dorado.

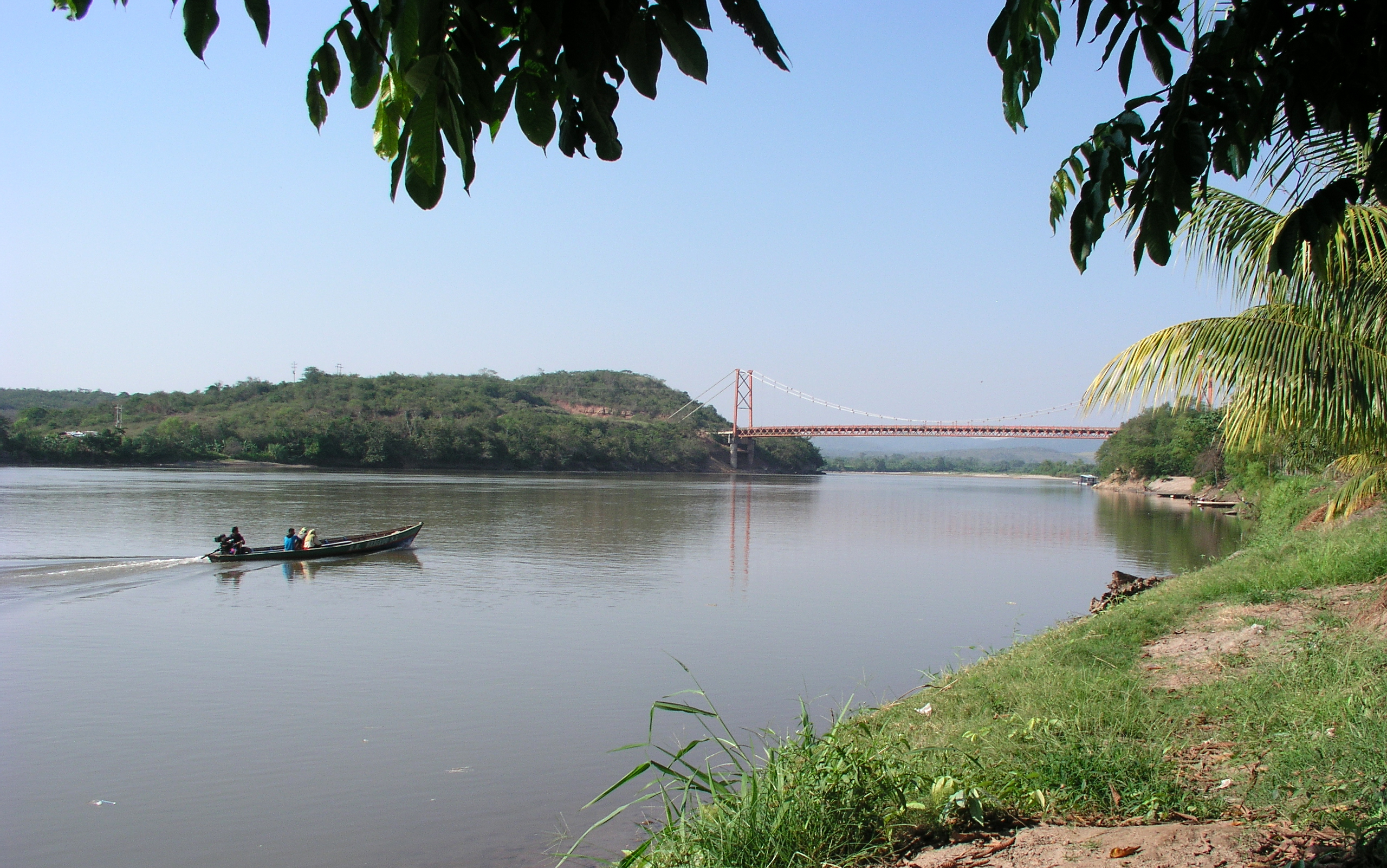
La rivière Huallaga et le pont Picota, San Martin, Pérou.

## Population
La population de la province s'élevait à 32 617 habitants en 2005.

## Subdivisions
La province de Picota est divisée en dix districts :
- Buenos Aires
- Caspisapa
- Picota
- Pilluana
- Pucacaca
- San Cristóbal
- San Hilarión
- Shamboyacu
- Tingo de Ponaza
- Tres Unidos